# Турецький Курдистан
37°54′39″ пн. ш. 40°14′12″ сх. д. / 37.910833333333° пн. ш. 40.236666666667° сх. д.

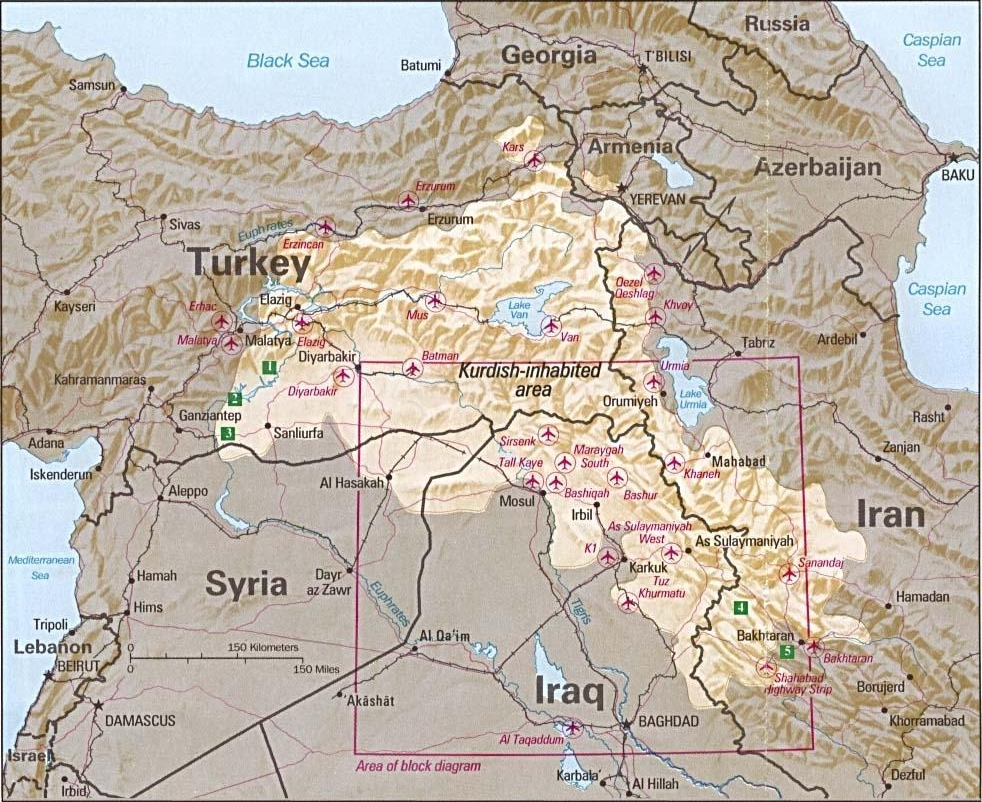
Турецький Курдистан

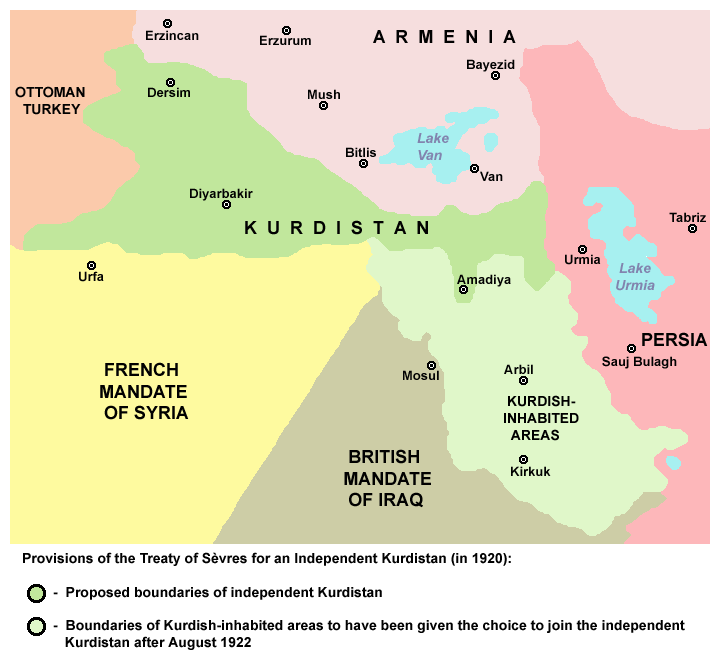
Незалежний Курдистан за Севрським мирним договором 1920

Туре́цький Курдиста́н (Kurdistana Tirkiyê, Bakurê Kurdistanê) — умовне найменування південно-східних регіонів Туреччини, населених переважно етнічними курдами, у тому числі регіонів, які до Геноциду вірмен у 1915-1923 були населені вірменами. Столицею області вважається Діярбакир. Переважно Турецький Курдистан — це нагір'я та посушливі плато з континентальним кліматом, велика частина якого розташована на Вірменському нагір'ї. 
Протягом 20 століття територія Турецького Курдистану служить ареною багаторічного турецько-курдського конфлікту різної інтенсивності. В рамках цього конфлікту в кінці 20 століття Робоча партія Курдистану веде партизанську національно-визвольну боротьбу проти турецької армії та жандармерії за підтримки сирійських та іракських курдів. Через цей конфлікт багато курдів змушені емігрувати до Європи.